# Нурдавлетово
Нурдавле́тово (рос. Нурдавлетово, башк. Нурдәүләт) — присілок у складі Мелеузівського району Башкортостану, Росія. Входить до складу Зірганської сільської ради.
Населення — 102 особи (2010; 87 в 2002).
Національний склад:
- башкири — 97%